# George Winthrop Fairchild

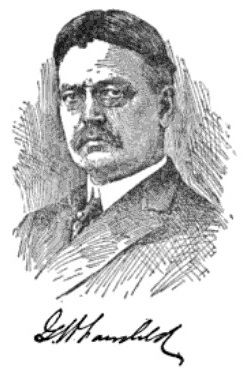
George Winthrop Fairchild

George Winthrop Fairchild (* 6. Mai 1854 in Oneonta, New York; † 31. Dezember 1924 in New York City) war ein US-amerikanischer Politiker. Zwischen 1907 und 1919 vertrat er den Bundesstaat New York im US-Repräsentantenhaus.

## Werdegang
George Winthrop Fairchild wurde ungefähr sieben Jahre vor dem Ausbruch des Bürgerkrieges im Otsego County geboren. Er schloss seine Vorstudien ab. Danach ging er landwirtschaftlichen Tätigkeiten nach und machte eine Lehre zum Drucker. Zwischen 1890 und 1912 war er Eigentümer der Oneonta Herald Publishing Company. Ferner ging er Bankgeschäften nach und der Herstellung von Uhren. Politisch gehörte er der Republikanischen Partei an.
Bei den Kongresswahlen des Jahres 1906 für den 60. Kongress wurde Fairchild im 24. Wahlbezirk von New York in das US-Repräsentantenhaus in Washington, D.C. gewählt, wo er am 4. März 1907 die Nachfolge von Frank J. Le Fevre antrat. Er wurde zweimal in Folge wiedergewählt. 1912 kandidierte er im 34. Wahlbezirk von New York für den 63. Kongress. Nach einer erfolgreichen Wahl trat er am 4. März 1913 die Nachfolge von James S. Simmons an. Er wurde zweimal in Folge wiedergewählt und schied dann nach dem 3. März 1919 aus dem Kongress aus. Während seiner Kongresszeit wurde er zum Vizepräsidenten der internationalen Friedenskonferenz gewählt. Am 10. August 1910 ernannte ihn Präsident William Howard Taft zum Sonderbevollmächtigten bei der ersten Hundertjahrfeier von Mexiko in Mexiko-Stadt mit dem Rang eines Gesandten.
Nach seiner Kongresszeit ging er wieder seinen früheren Geschäftsaktivitäten nach. Fairchild war Präsident und Direktor der White Plains Development Company in White Plains. Er verstarb ungefähr sechs Jahre nach dem Ende des Ersten Weltkrieges in New York City. Sein Leichnam wurde dann auf dem Glenwood Cemetery in Oneonta beigesetzt.